# Vasvirág (film)
A Vasvirág Herskó János 1958-ban bemutatott lírai, impresszionista hangulatú filmdrámája, Gelléri Andor Endre novellái alapján.

## Történet
A történet Óbudán játszódik a harmincas években. Pettersen István jószándékú, kiváló kelmefestő, mégis munkanélküli és hajléktalan. Egy elhagyott telken összetákolt nyomorúságos kunyhóban húzza meg magát, s alkalmi munkákból tengeti életét. Megismerkedik és néhány boldog napot együtt tölt a viskóban a megárvult Verával, aki a helyi mosodában dolgozik, de arról álmodozik, hogy anyjához hasonlóan egyszer ő is táncosnő lesz. Főnöke, a gazdag Weiszhaupt úr már régen szemet vetett rá, s amikor a lány késve érkezik a munkában, megzsarolja: vagy azonnali elbocsátja vagy a lány hagyja, hogy a férfi gátlástalanul kikezdjen vele. Ruhát vásárol neki, éjszakai mulatóba viszi. A nyomortól rettegő Vera választás elé kerül: a jólét és a pályán való esetleges elindulás az idős, gazdag úr oldalán, vagy a szerelem a nincstelen Pettersennel?

## Szereplők
- Törőcsik Mari (Czink Vera)
- Avar István (Pettersen István)
- Várkonyi Zoltán (Weiszhaupt Jenő)
- Illés Tibor (Róbertke)
- Váradi Hédi (Emmike)
- Dajka Margit (Racsákné)
- Szabó Gyula (Motyó)
- Pethes Sándor (Dr. Beck)
- Szabó Ernő (Fischer)

| Vasvirág (film)                           | Vasvirág (film)                           |
| Kattints az alábbi külső linkek egyikére! | Kattints az alábbi külső linkek egyikére! |
| ----------------------------------------- | ----------------------------------------- |
| Nem található szabad kép.(?)              |                                           |
| külső link · jogvédett                    | filmplakát                                |